# Eulatal
Eulatal is een plaats en voormalige gemeente in de Duitse deelstaat Saksen, en maakt deel uit van de gemeente Frohburg in het district Leipzig.